# Rudolf Żebrok
Rudolf Żebrok (18. října 1915 Karviná – 18. ledna 1984 Karviná) byl malíř polské národnosti působící na Těšinsku.

## Životopis
Narodil se jako osmé dítě z devíti dětí horníku Josefu Żebrokovi a jeho manželce Marii (roz. Hilové). Otec pracoval na dole Hohenegger, matka se starala o domácnost a výchovu dětí. Zemřela, když bylo Rudolfovi 9 let. Chlapec vyrůstal v typickém hornickém prostředí v Rajkové kolonii v Karvinné. Po ukončení základního vzdělání v Karvinné, se vyučil pekařem. Jako pekař pracoval až do konce 2. sv. války. Po celou tuto dobu rozvíjel svoje malířské nadání samostudiem. Po ukončení vojenské služby ve Zvolenu (1934–1938) se oženil s Emilií Malířovou – spolu měli tři syny a jednu dceru. Po válce přestal pracovat jako pekař a plně se věnoval malířskému umění.

## Tvorba
Żebrok začal malovat jako autodidakt. Po válce se blíže spřátelil s akademickým malířem Franciszkiem Świdrem, který ho inspiroval k dalšímu zdokonalování svého malířského umění. V roce 1947 se Źebrok stal členem Svazu československých výtvarných umělců. Svými realistickými malbami, zhotovenými primárně technikou kvaše a akvarely, vzbudili zájem malířské obce. Používal také kresbu, maloval olejem a temperou. Żebrok, jak nikdo jiný uměl znázornit specifickou krásu průmyslové oblasti. Série prací věnovaná karvinským šachtám byla prováděna za použití litografické techniky – doly "Gabriel", "Barbara", "Franciszek", "ACS".
Na doporučení svého kamaráda Józefa Ondrusze věnoval spoustu času malování beskydských krajin, typických horských chatrčí. Namaloval spoustu portrétů obyvatel tohoto regionu. Je tvůrcem cyklů: "Z portfolia staré těšínské architektury", "Z portfolia krajiny Těšínska". Źebrok byl fascinován lidskou tváří. Byl to skvělý portrétista – v letech 1952–1958 vytvořil galerii 65 portrétů těšínských vypravěčů příběhů a lidových zpěváků.
Spolupracoval s Franciszkem Świderem při provádění větších děl. Jedno z nich bylo odhaleno v roce 1953 na zdi vstupní haly hotelu Piast v Českém Těšíně. Byla to freska s názvem „Kulturní Brigada“ – (22 m²), která ukazovala tanec beskydských horalů. Spolu se Świderem se zabýval také sakrálním malováním. Obnovili interiéry kostelů ve Skřečoni, Dolních Marklovicích a Loukách nad Olzou. Byl dlouholetým ilustrátorem v kulturním měsíčníku „Zwrot“ (1949–1959) a také ilustroval kalendáře. Na stránkách "Zwrotu" vytvořil rozsáhlou galerii portrétů , ilustroval rubriku "Živé texty" a ilustroval mnoho dalších příběhů. Ilustroval mimo jiné také knihu Henryka Jasiczka "Gwiazdy nad Beskidem" a knihu "Rapsod o Oszeldzie" P. Kubisze. Velmi známá je také jeho sbírka obrazů lidových krojů.
Żebrok oficiálně neměl akademické vzdělání, navzdory tomu jeho práce mají vysokou uměleckou hodnotu. Vytvořil barevné a poetické kompozice, vyvážené detailně a celkově. Slovo poeticita nejlépe odráží zvládnutí obrazů Żebrokem. Díky vrozené schopnosti rozlišování a realistického pohledu na svět spojoval minulost se současnosti viděnou očima prostého člověka, s citlivostí k přírodě a regionu. Opěvoval Karvinsko a Beskydy – svojí malou vlast.
Od počátku své tvůrčí činnosti se Żebrok účastnil řady regionálních, státních a zahraničních výstav. Nejdůležitější jsou:
- společná výstava se SLA PZKO na konzulátu Polské lidové republiky v Ostravě (1949)
- národní přehlídka československého umění v Praze v letech 1950 a 1953
- výstava obrazů Moravských krajských center v Brně (1955)
- výstava SLA PZKO ve Varšavě (1957)
- Obrazem "Švec" reprezentoval české umění na Světové výstavě v Bruselu (1958).[1]
- výstava "Polští umělci v Zaolži" v Českém Těšíně (1981)
- několik výstav v různých městech Zaolží
- jeho obrazy byly také ve sbírce výstavy Polští umělci v Zaolži 1945–1995, která byla v roce 1995 prezentována v Bílsku, Krakově, stejně jako v Praze, Ostravě, Bratislavě a Vídni.

Byl mnohokrát oceněn, jeho díla jsou v mnoha soukromých galeriích a sbírkách – v San Francisku, Národní galerii v Praze a Umělecké galerii v Ostravě.

Rudolf Żebrok zemřel 18. ledna 1984 v Karviné.

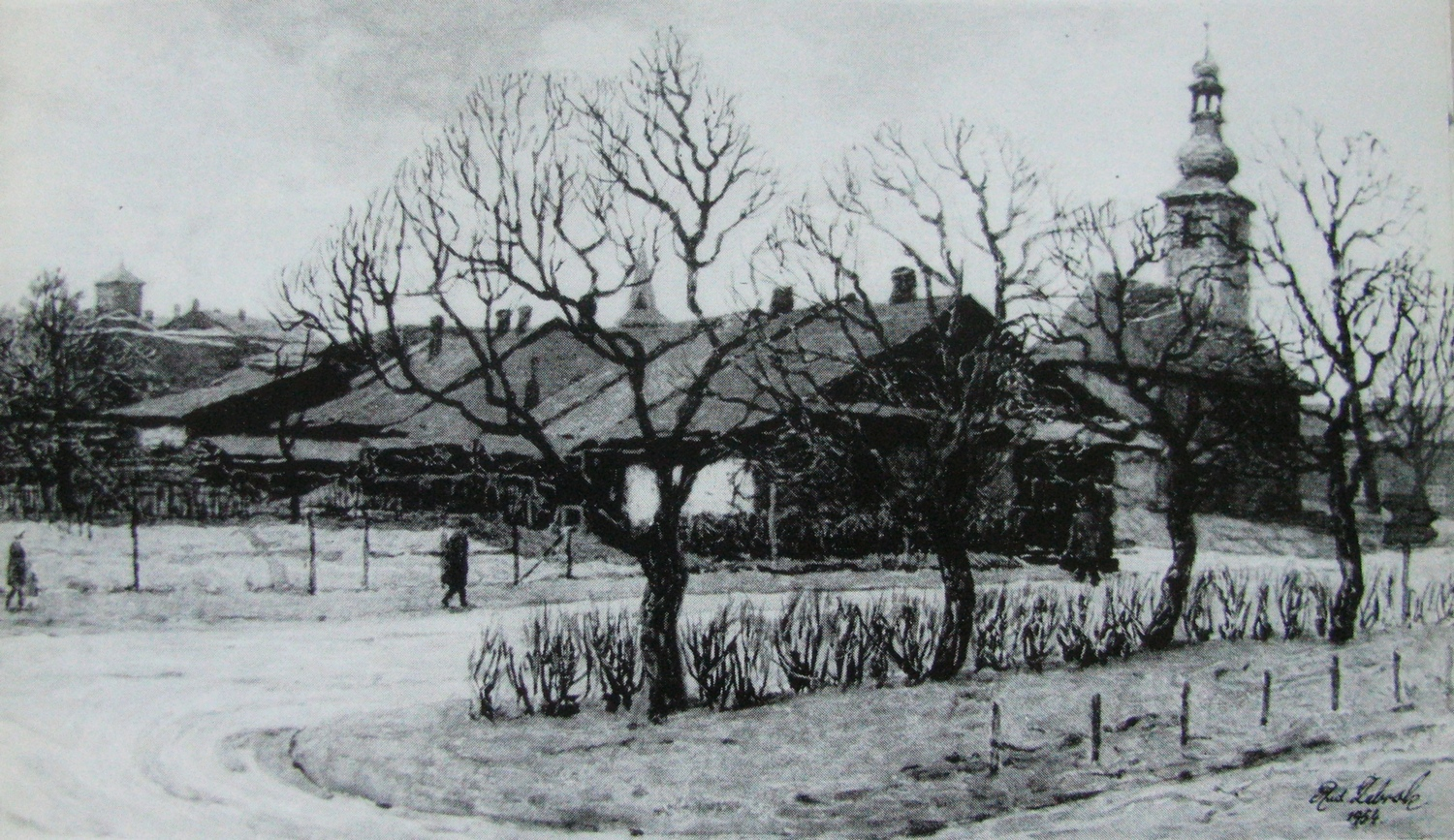
R. Żebrok: Kostel sv. Marka ve Fryštátě